# Basílica Tardorromana de Ceuta
La Basílica Tardorromana de Ceuta (España) es una basílica paleocristiana. Está situada en la calle Queipo de Llano del istmo de Ceuta.

## Historia
Construida a finales del siglo IV o principios del siglo V d. C., fue descubierta por Emilio Fernández Sotelo en 1987, declarada Bien de Interés Cultural en 1991 con la categoría de Zona Arqueológica y envolviéndola se construyó un edificio, según proyecto del arquitecto Javier Arnáiz Seco, inaugurado el 1 de noviembre de 2006.

## Descripción
Se conservan los arranques de los muros y la Necrópolis de su súbsuelo, su planta es al típica de las basílicas norteafricanas, planta rectangular, tres naves y ábside central orientado hacia el sur.